# نینا آنانیاشویلی
نینا آنانیاشویلی (گرجی: ნინო ანანიაშვილი؛ زادهٔ ۲۸ مارس ۱۹۶۳) طراح رقص و بالرین اهل گرجستان است که مدیریت هنری بالهٔ دولتی گرجستان را بر عهده دارد. او از سوی دیلی تلگراف به‌عنوان یکی از ۱۲ بالرین برتر تمامی اعصار برگزیده شده و مجلهٔ آمریکایی رقص (Dance Magazine) نیز در سال ۲۰۰۲ لقب برترین بالرین سال را به او داد.
آنانیاشویلی همچنین برندهٔ جوایزی همچون هنرمند مردمی روسیه شده است.